# Naisten Vaahteraliiga 2023
La Naisten Vaahteraliiga 2023 è la 26ª edizione del campionato di football americano di primo livello femminile, organizzato dalla SAJL.
Era prevista la partecipazione delle Lohja Lionesses, ma queste si sono ritirate prima dell'inizio del campionato.

## Squadre partecipanti
| Club                 | Città    | Stadio | Sponsor ufficiale | Risultato nella stagione 2022 |
| -------------------- | -------- | ------ | ----------------- | ----------------------------- |
| Helsinki Wolverines  | Helsinki |        |                   |                               |
| ( Lohja Lionesses)   | Lohja    |        |                   |                               |
| Oulu Northern Lights | Oulu     |        |                   |                               |
| Tampere Saints       | Tampere  |        |                   |                               |
| Turku Trojans        | Turku    |        |                   |                               |

## Stagione regolare

### Calendario

#### 1ª giornata
| Turku 6 maggio 2023, ore 17:30 | Turku Trojans | 25 – 6 (0-0 13-0 6-0 6-6) referto | Helsinki Wolverines | Yläkenttä (160 spett.)\| Arbitro: \| M. Makarainen \| |
| Arbitro:                       | M. Makarainen |                                   |                     |                                                       |

| Tampere 6 maggio 2023, ore 17:30 | Tampere Saints | - – - (annullata) referto | Lohja Lionesses | Koivistonkylän kenttä |

#### 2ª giornata
| Oulu 13 maggio 2023, ore 18:00 | Oulu Northern Lights | 13 – 46 (0-16 13-0 0-14 0-16) referto | Helsinki Wolverines | Heinäpään tekonurmi (104 spett.)\| Arbitro: \| M. Viitanen \| |
| Arbitro:                       | M. Viitanen          |                                       |                     |                                                               |

| Turku 14 maggio 2023, ore 13:00 | Turku Trojans | 22 – 14 (0-8 6-0 8-6 8-0) referto | Tampere Saints | Yläkenttä (13 spett.)\| Arbitro: \| T. Lindroos \| |
| Arbitro:                        | T. Lindroos   |                                   |                |                                                    |

#### 3ª giornata
| Turku 4 giugno 2023, ore 12:00 | Turku Trojans  | 48 – 28 (22-7 13-0 13-7 0-14) referto | Oulu Northern Lights | Yläkenttä (155 spett.)\| Arbitro: \| J. Kalliokoski \| |
| Arbitro:                       | J. Kalliokoski |                                       |                      |                                                        |

#### 4ª giornata
| Tampere 10 giugno 2023, ore 13:00 | Tampere Saints | 56 – 0 (15-0 21-0 14-0 6-0) referto | Oulu Northern Lights | Pyynikin urheilukenttä (116 spett.)\| Arbitro: \| P. Roimela \| |
| Arbitro:                          | P. Roimela     |                                     |                      |                                                                 |

#### 5ª giornata
| Helsinki 18 giugno 2023, ore 18:00 | Helsinki Wolverines | 14 – 23 (6-7 0-8 2-0 6-8) referto | Turku Trojans | Velodromo di Helsinki\| Arbitro: \| J. Kalliokoski \| |
| Arbitro:                           | J. Kalliokoski      |                                   |               |                                                       |

#### 6ª giornata
| Helsinki 2 luglio 2023, ore 17:00 | Helsinki Wolverines | 0 – 14 (0-6 0-8 0-0 0-0) referto | Tampere Saints | Velodromo di Helsinki\| Arbitro: \| Lahtinen \| |
| Arbitro:                          | Lahtinen            |                                  |                |                                                 |

#### 7ª giornata
| Tampere 8 luglio 2023, ore 18:00 | Tampere Saints | 15 – 26 (8-7 7-7 0-6 0-6) referto | Turku Trojans | Pyynikin urheilukenttä (191 spett.)\| Arbitro: \| K. Lahtinen \| |
| Arbitro:                         | K. Lahtinen    |                                   |               |                                                                  |

| Helsinki 9 luglio 2023, ore 12:00 | Helsinki Wolverines | 22 – 6 (0-0 14-6 8-0 0-0) referto | Oulu Northern Lights | Velodromo di Helsinki\| Arbitro: \| V. Lamminsalo \| |
| Arbitro:                          | V. Lamminsalo       |                                   |                      |                                                      |

#### 8ª giornata
| Oulu 15 luglio 2023, ore 13:00 | Oulu Northern Lights | 10 – 39 (0-14 7-13 0-12 3-0) referto | Turku Trojans | Castrenin urheilukeskus (103 spett.)\| Arbitro: \| M. Immonen \| |
| Arbitro:                       | M. Immonen           |                                      |               |                                                                  |

#### 9ª giornata
| Oulu 22 luglio 2023, ore 18:00 | Oulu Northern Lights | 0 – 14 (0-0 0-0 0-6 0-8) referto | Tampere Saints | Castrenin urheilukeskus (77 spett.)\| Arbitro: \| M. Immonen \| |
| Arbitro:                       | M. Immonen           |                                  |                |                                                                 |

#### 10ª giornata
| Tampere 29 luglio 2023, ore 17:00 | Tampere Saints | 0 – 33 (0-13 0-0 0-14 0-6) referto | Helsinki Wolverines | Pyynikin urheilukenttä (116 spett.)\| Arbitro: \| K. Lahtinen \| |
| Arbitro:                          | K. Lahtinen    |                                    |                     |                                                                  |

### Classifica
La classifica della regular season è la seguente:
- PCT = percentuale di vittorie, G = partite giocate, V = partite vinte, P = partite perse, PF = punti fatti, PS = punti subiti

| Pos. | Squadra              | PCT   | G | V | N | P | PF  | PS  |
| ---- | -------------------- | ----- | - | - | - | - | --- | --- |
| 1    | Turku Trojans        | 1.000 | 6 | 6 | 0 | 0 | 183 | 87  |
| 2    | Helsinki Wolverines  | .500  | 6 | 3 | 0 | 3 | 121 | 81  |
| 3    | Tampere Saints       | .500  | 6 | 3 | 0 | 3 | 113 | 81  |
| 4    | Oulu Northern Lights | .000  | 6 | 0 | 0 | 6 | 57  | 225 |
| -    | Lohja Lionesses      | -     | - | - | - | - | -   | -   |

## Playoff

### Tabellone
|  | Semifinali | Semifinali           | Semifinali |                     |   | XXVI Finale   | XXVI Finale | XXVI Finale |  |
|  |            |                      |            |                     |   |               |             |             |  |
|  | 1          | Turku Trojans        | 33         |                     |   |               |             |             |  |
|  | 1          | Turku Trojans        | 33         |                     |   |               |             |             |  |
|  | 4          | Oulu Northern Lights | 18         |                     |   |               |             |             |  |
|  | 4          | Oulu Northern Lights | 18         |                     | 1 | Turku Trojans | 8           |             |  |
|  |            |                      |            |                     | 1 | Turku Trojans | 8           |             |  |
|  |            |                      | 2          | Helsinki Wolverines | 7 |               |             |             |  |
|  | 2          | Helsinki Wolverines  | 2          | Helsinki Wolverines | 7 | 38            |             |             |  |
|  | 2          | Helsinki Wolverines  |            |                     |   |               |             |             |  |
|  | 3          | Tampere Saints       | 16         |                     |   |               |             |             |  |

### Semifinali
| Turku 4 agosto 2023, ore 19:00 | Turku Trojans | 33 – 18 (13-6 6-6 7-0 7-6) referto | Oulu Northern Lights | Yläkenttä (150 spett.)\| Arbitro: \| J. Lehtinen \| |
| Arbitro:                       | J. Lehtinen   |                                    |                      |                                                     |

| Helsinki 5 agosto 2023, ore 17:00 | Helsinki Wolverines | 38 – 16 (8-0 20-0 0-8 10-8) referto | Tampere Saints | Velodromo di Helsinki (100 spett.)\| Arbitro: \| Lahtinen \| |
| Arbitro:                          | Lahtinen            |                                     |                |                                                              |

### XXVI Finale
| Arbitri: | T. Julkunen K. Voutilainen A. Kivikataja P. Vierikko M. Saarijarvi |

|                                                                               |           |                                                    |
| Jansen 0':00" Q4 (TD) 7yd pass from Kaszas Partanen Q4 (tpc) pass from Kaszas | Marcatori | Kuusinen 0':53" Q4 (TD) 11yd run Kuusinen Q4 (pat) |

## Verdetti
- Turku Trojans Campionesse della Finlandia 2023

## Marcatrici
| Giocatrice   | Sq.                  | TD rush | TD recv | TD int | TD p.ret | TD k.ret | TD oth | Xp1 | Xp2 | FG  | Saf | Totale |
| ------------ | -------------------- | ------- | ------- | ------ | -------- | -------- | ------ | --- | --- | --- | --- | ------ |
| Partanen     | Turku Trojans        | 0       | 7+2     | 0      | 0        | 0        | 0      | 0   | 6+1 | 0   | 0   | 68     |
| Jääskelä     | Helsinki Wolverines  | 6       | 0       | 0      | 0        | 0        | 0      | 0   | 5   | 0   | 0   | 46     |
| Ahonen       | Tampere Saints       | 0       | 6       | 0      | 0        | 0        | 0      | 7   | 1   | 0   | 0   | 45     |
| Jansen       | Turku Trojans        | 0       | 5+2     | 0      | 0        | 0        | 0      | 0   | 0   | 0   | 0   | 42     |
| Nirhamo      | Turku Trojans        | 0       | 5+2     | 0      | 0        | 0        | 0      | 0   | 0   | 0   | 0   | 42     |
| Martola      | Helsinki Wolverines  | 3+2     | 0       | 0      | 0        | 0        | 0      | 0   | 0   | 0   | 0   | 30     |
| Törmänen     | Oulu Northern Lights | 5       | 0       | 0      | 0        | 0        | 0      | 0   | 0   | 0   | 0   | 30     |
| Nuutinen     | Tampere Saints       | 2       | 2       | 0      | 0        | 0        | 0      | 0   | 2   | 0   | 0   | 28     |
| Kuusinen     | Helsinki Wolverines  | 0+4     | 0       | 0      | 0        | 0        | 0      | 0+1 | 0   | 0   | 0   | 25     |
| Väisänen     | Turku Trojans        | 3       | 0       | 0      | 0        | 1        | 0      | 0   | 0   | 0   | 0   | 24     |
| Kyröläinen   | Oulu Northern Lights | 2       | 0       | 0      | 0        | 0        | 0      | 6   | 0   | 1   | 0   | 21     |
| Söderholm    | Helsinki Wolverines  | 3       | 0       | 0      | 0        | 0        | 0      | 0   | 1   | 0   | 0   | 20     |
| Laukkanen    | Tampere Saints       | 2       | 0+1     | 0      | 0        | 0        | 0      | 0   | 0   | 0   | 0   | 18     |
| Karhu        | Tampere Saints       | 2       | 0       | 0      | 0        | 0        | 0      | 0   | 1   | 0   | 0   | 14     |
| Kaszas       | Turku Trojans        | 2       | 0       | 0      | 0        | 0        | 0      | 0   | 0   | 0   | 0   | 12     |
| Laamanen     | Oulu Northern Lights | 1+1     | 0       | 0      | 0        | 0        | 0      | 0   | 0   | 0   | 0   | 12     |
| Olmedo Giler | Turku Trojans        | 2       | 0       | 0      | 0        | 0        | 0      | 0   | 0   | 0   | 0   | 12     |
| E. Ropanen   | Turku Trojans        | 0       | 0       | 0      | 0        | 0        | 0      | 9+3 | 0   | 0   | 0   | 12     |
| Alanko       | Helsinki Wolverines  | 0       | 0       | 0      | 0        | 0        | 0      | 3+3 | 0   | 0+1 | 0   | 9      |
| Helskyaho    | Helsinki Wolverines  | 0       | 1       | 0      | 0        | 0        | 0      | 0   | 1   | 0   | 0   | 8      |
| A. Alm       | Helsinki Wolverines  | 0       | 1       | 0      | 0        | 0        | 0      | 0   | 0   | 0   | 0   | 6      |
| Berndtsson   | Turku Trojans        | 1       | 0       | 0      | 0        | 0        | 0      | 0   | 0   | 0   | 0   | 6      |
| Järn         | Helsinki Wolverines  | 0       | 1       | 0      | 0        | 0        | 0      | 0   | 0   | 0   | 0   | 6      |
| Joro         | Tampere Saints       | 0       | 0       | 0      | 0        | 0        | 1      | 0   | 0   | 0   | 0   | 6      |
| Kammonen     | Tampere Saints       | 1       | 0       | 0      | 0        | 0        | 0      | 0   | 0   | 0   | 0   | 6      |
| Kangas       | Helsinki Wolverines  | 0       | 1       | 0      | 0        | 0        | 0      | 0   | 0   | 0   | 0   | 6      |
| Levijoki     | Helsinki Wolverines  | 0       | 0       | 1      | 0        | 0        | 0      | 0   | 0   | 0   | 0   | 6      |
| H. Ropanen   | Turku Trojans        | 0       | 0       | 1      | 0        | 0        | 0      | 0   | 0   | 0   | 0   | 6      |
| Saros        | Tampere Saints       | 0       | 0       | 0      | 0        | 0        | 0      | 0   | 1+2 | 0   | 0   | 6      |
| Suorsa       | Oulu Northern Lights | 0       | 0       | 0      | 0        | 0+1      | 0      | 0   | 0   | 0   | 0   | 6      |
| Wallasvaara  | Tampere Saints       | 0       | 0       | 0+1    | 0        | 0        | 0      | 0   | 0   | 0   | 0   | 6      |
| Yliuntinen   | Oulu Northern Lights | 0       | 0+1     | 0      | 0        | 0        | 0      | 0   | 0   | 0   | 0   | 6      |
| R. Kallio    | Helsinki Wolverines  | 0       | 0       | 0      | 0        | 0        | 0      | 0   | 0   | 0   | 0+1 | 2      |
| Team         | Helsinki Wolverines  | 0       | 0       | 0      | 0        | 0        | 0      | 0   | 0   | 0   | 1   | 2      |

- Miglior marcatrice della stagione regolare: Partanen ( Turku Trojans), 54
- Miglior marcatrice dei playoff: Kuusinen ( Helsinki Wolverines), 25
- Miglior marcatrice della stagione: Partanen ( Turku Trojans), 68

## Passer rating
La classifica tiene in considerazione soltanto le quarterback con almeno 10 lanci effettuati.
| Giocatrice  | Sq.                  | G   | Att    | Comp  | Int | Yds     | TD   | NFL    | NCAA   |
| ----------- | -------------------- | --- | ------ | ----- | --- | ------- | ---- | ------ | ------ |
| Kaszas      | Turku Trojans        | 6+2 | 136+70 | 87+37 | 4+3 | 981+392 | 17+6 | 103,07 | 146,23 |
| Söderholm   | Helsinki Wolverines  | 6+2 | 65+23  | 33+13 | 3+1 | 374+126 | 4+0  | 65,53  | 105,91 |
| Kolehmainen | Tampere Saints       | 5+1 | 62+25  | 19+8  | 3+4 | 273+112 | 7+1  | 43,51  | 82,46  |
| Räty        | Tampere Saints       | 1+1 | 22+1   | 6+0   | 1+0 | 82+0    | 0+0  | 23,82  | 47,34  |
| Törmänen    | Oulu Northern Lights | 6+1 | 34+14  | 6+8   | 8+1 | 64+133  | 0+1  | 11,55  | 33,02  |
| Lappi       | Helsinki Wolverines  | 2+1 | 18+2   | 3+0   | 2+0 | 51+0    | 0+0  | 0,00   | 16,42  |

- Miglior QB della stagione regolare: Kaszas ( Turku Trojans), 159,93
- Miglior QB dei playoff: Törmänen ( Oulu Northern Lights), 146,23
- Miglior QB della stagione: Kaszas ( Turku Trojans), 146,23